# سیارک ۲۱۴۰۶
سیارک ۲۱۴۰۶ (به انگلیسی: 21406 Jimyang، نامگذاری:1998FZ63) بیست و یک هزار و چهارصد و ششمین سیارک کشف شده‌است که در ۲۰ مارس ۱۹۹۸ کشف شد.
قدر مطلق سیارک برابر ۱۶.۲ است.